# Discografia di Little Tony

## Album

### Album in studio
- 1962 – I successi di Little Tony (Durium, ms A 77061)
- 1965 – I successi di Little Tony (Durium, ms A 77080/DRL 50006)
- 1966 – Riderà (Durium, ms A 77141)
- 1967 – Questo mondo non mi va (Durium, ms A 77177)
- 1968 – Il big Little Tony (Durium, ms A 77200)
- 1970 – Special (Durium, ms A 77230)
- 1971 – Little Tony '71 (Little Records, ZSLR 55071)
- 1972 – Angelo selvaggio (Little Records, LRP 9003)
- 1972 – I numero uno (Little Records, LRP 9007)
- 1973 – Don't You Cry for Tomorrow (Little Records, LRP 9010)
- 1975 – Little Tony canta Elvis (RCA Italiana, TPL 1-1190)
- 1978 – Tribute to Elvis (Kris International, KR 2004)
- 1987 – Ragazza italiana (Five Record, FM 13589)
- 1990 – Aspettami in America (Alpharecord, ATTL 3173)
- 1999 – Se io fossi nato in Texas (SAAR Records, CD7051)
- 2008 – Non finisce qui - Sanremo 2008 (NAR International, NAR 10108 2)
- 2011 – È impossibile (Starpoint International, CD001-2011)

### Raccolte
- 1967 – Profili di Little Tony (Durium – 34101, Durium – 4919 341 01542)
- 1973 – Dedicato ai miei fans (Little Records, LRP 9009)
- 1974 – Little Tony (RCA Italiana, TPL 1–1091)
- 1975 – Cuore matto
- 1976 – Bada bambina
- 1978 – The Best of
- 1978 – The Little Tony Story (Kris Record, KR 2001)
- 1980 – Rock! Rock! Rock! (come Little Tony Superstar)
- 1980 – Rock Blues & Co.
- 1980 – Special
- 1981 – Appuntamento con Tony (Alpharecord, AR 3052)
- 1981 – Today (Alpharecord, AR 3053)
- 1981 – I giorni del rock 'n roll(Alpharecord, AR 3054)
- 1981 – Profilo di Tony (Alpharecord, AR 3055)
- 1981 – Ogni mattina
- 1982 – Little Tony
- 1982 – The Love Boat (Alpharecord, AR 3058)
- 1985 – Prega Prega
- 1986 – Il Grande Little Tony
- 1986 – Raccolta di successi (Dischi Ricordi, ORK 78794)
- 1990 – Gli anni d'oro (Alpharecord, ATTL 3175)
- 1991 – Joanna
- 1991 –  Raccolta di successi (Ricordi, SVCD 15)
- 1994 – I successi di Little Tony
- 1994 – The Love Boat – Profumo di mare
- 1994 – 24 Mila Baci – The Classic Collection
- 1995 – Il meglio
- 1995 – I grandi successi
- 1995 – Il meglio di Little Tony
- 1996 – Le mie più belle canzoni
- 1997 – Cuore matto
- 1997 – Gli anni d'oro
- 1997 – I successi di Little Tony
- 1998 – Gli anni d'oro
- 1999 – Capelli Biondi
- 1999 – La folle corsa
- 2000 – I grandi successi originali
- 2003 – Non si cresce mai (Con Bobby Solo, Starpoint International, 0380522)
- 2011 – Il meglio di Little Tony
- 2014 – Rock n' Roll & Cappuccino (Big Beat Records, BBR 00065)[1]
- 2021 – Il cuore batte ancora

### Album dal vivo
- 1974 – Little Tony tour in Australia (Little Records, International 2003)

## EP
- 1958 - Lotta lovin'/One sided love affair/Believe what you say/I'm walking (Durium, ep A 3143)
- 1959 - Lucille/Blue monday/I got stung/Shake Rattle And Roll (Durium, ep A 3155)
- 1959 - Who's that knocking/The beat/She´s got it/Johnny B. goode (Durium, ep A 3165)
- 1959 - Splish splash/You send me/Jumpin' jack/I don't care if the sun don't shine (Durium, ep A 3184)
- 1959 - Hey little girl/The hippy hippy shake/Arrividercy baby/I can't help it (Durium, ep A 3193)
- 1960 -  Princess/I love you/Too good/Foxy little mamma (Durium, ep A 3220)
- 1960 - Il barattolo/Pericolo blu/La gatta/Che tipo rock (Durium, ep A 3241)
- 1960 - Sweet dreams/Kiss me, kiss me/Teddy girl/La bella (Durium, ep A 3244)
- 1961 - 24 Mila baci/Benzina e cerini/A. A. A. Adorabile cercasi/Patatina (Durium, ep A 3260)
- 1961 - Perché m'hai fatto innamorare/Bella pupa/Bella Marie/Un rock per Judi (Durium, ep A 3272)
- 1961 - La bella Americana/Twist in Italy/Italian lover/Oh! Baby (Durium, ep A 3301)
- 1963 - Se insieme a n altro ti vedrò/Il ragazzo col ciuffo/Lo sai tu ?/Quello che mai più scorderai (Durium, ep A 3320)
- 1964 - Quando vedrai la mia ragazza/Ti cambiero con una meglio di te/T'amo e t'amero/Tu sei cambiata (Durium, ep A 3326)

## Singoli
- 1958 - Believe what you say/Treat me nice (Durium, Ld A 6438)
- 1958 - Lotta lovin'/I'm walkin' (Durium, Ld A 6448)
- 1958 - One sided love affair/Baby i don't care (Durium, Ld A 6449)
- 1959 - Blue monday/I got stung (Durium, Ld A 6525)
- 1959 - She's got it/Lucille (Durium, Ld A 6526)
- 1959 - Shake rattle and roll/Keep a knockin (Durium, Ld A 6527)
- 1959 - Pity pity/Johnny B.goode (Durium, Ld A 6553)
- 1959 - The beat/Who's that knocking (Durium, Ld A 6554)
- 1959 - Splish spalsh/Jumpin'Jack (Durium, Ld A 6611)
- 1959 - You send me/I don't care if the sun don't shine (Durium, Ld A 6612)
- 1959 - I can't help it/Arrivederci baby (Durium, Ld A 6653)
- 1959 - The hippy hippy shake/Hey little girl (Durium, Ld A 6682)
- 1959 - Too good/Foxy little mamma (Durium, Ld A 6733)
- 1959 - Sweet dream/La bella (Durium, Ld A 6788)
- 1960 - Princess/Love you (Durium, Ld A 6794)
- 1960 - Teddy girl/Kiss me, kiss me (Durium, Ld A 6860)
- 1960 - La gatta/Pericolo blu (Durium, Ld A 6861)
- 1960 - Che tipo rock/Addio mio amore (Good bye my love) (Durium, Ld A 6887)
- 1960 - Il barattolo/No no mai ! (Durium, Ld A 6898)
- 1960 - Magic of love/You got what it takes (Durium, Ld A 6899)
- 1960 - La bella/Pericolo blu (Durium, Ld A 6900)
- 1961 - No, no mai/Che tipo rock (Durium, Ld A 6946)
- 1961 - Sassi/Dammi la mano e corri (Durium, Ld A 6968)
- 1961 - 24 mila baci/Patatina (Durium, Ld A 6974)
- 1961 - A.A.A. Adorabile cercasi/Benzina e cerini (Durium, Ld A 6975)
- 1961 - Bella pupa/Un rock per Judi (Durium, Ld A 7002)
- 1961 - Perché m'hai fatto innamorare?/Bella Marie (Durium, Ld A 7006)
- 1961 - Grazia/Non ce la farò (Durium, Ld A 7060)
- 1961 - Pugni, pupe e marinai/Oh baby! (Durium, Ld A 7077)
- 1961 - Italian Lover/Pony Time (Durium, Ld A 7083)
- 1962 - Un angelo non sei/Il tuo amore per me (Durium, Ld A 7140)
- 1962 - La bella Americana/Twist in Italy (Durium, Ld A 7167)
- 1962 - Liana/So che mi ami ancora (Durium, Ld A 7193)
- 1962 - Il ragazzo col ciuffo/Lo sai tu? (Durium, Ld A 7223)
- 1963 - Se insieme a un altro ti vedrò/Quello che mei più scorderai (Durium, Ld A 7300)
- 1963 - T'amo e t'amerò/Tu sei cambiata (Durium, Ld A 7327)
- 1964 - Quando vedrai la mia ragazza/Ti cambierò con una meglio di te (Durium, Ld A 7350)
- 1964 - Non aspetto nessuno/La fine di agosto (Durium, Ld A 7370)
- 1965 - Ogni mattina/Non mi rimane che chiederti perdono (Durium, Ld A 7427)
- 1965 - Viene la notte/Fingero di crederti (Durium, Ld A 7428)
- 1965 - Non è normale/Mai più ti cerchero (Durium, Ld A 7455)
- 1966 - Riderà/Il mio amore con Giulia (Durium, Ld A 7472)
- 1966 - Perdonala/Uomo (Durium, Ld A 7485)
- 1967 - Cuore matto/Gente che mi parla di te (Durium, Ld A 7500)
- 1967 - Domani devo fare una cosa/Peggio per me (Durium, Ld A 7513)
- 1967 - Peggio per me/Qui la gente sa vivere (Durium, Ld A 7515)
- 1967 - La canzone del marinaio/Questo mondo non mi va/Too much (Durium, Ld A 7527)
- 1967 - Mulino a vento/Stasera ho perduto (Durium, Ld A 7532)
- 1968 - Un uomo piange solo per amore/Tante prossime volte (Durium, Ld A 7550)
- 1968 - Prega prega/Col cuore in gola (Durium, Ld A 7560)
- 1968 - I love Mary/With those of angel/I wanna leave (Durium, Ld A 7590)
- 1968 - Lacrime/Stasera mi pento (Durium, Ld A 7600)
- 1968 - La donna di picche/In tre secondi (Durium, Ld A 7620)
- 1969 - Bada bambina/Era febbraio (Durium, Ld A 7625)
- 1969 - Solo per te/Che male t'ho fatto (Durium, Ld A 7631)
- 1969 - Non è una festa/Addio amore (Durium, Ld A 7648)
- 1969 - Nostalgia/Diceva che amava me (Little Records, LR 2001)
- 1970 - La spada nel cuore/Lei (Little Records, LR 2002)
- 1970 - Cuore ballerino/Lasciami vedere il sole (Little Records, LR 2003)
- 1970 - Capelli biondi/Notte notte notte (Little Records, LR 2006)
- 1970 - Azzurra/Questa notte brucio più che all'inferno (Little Records, LR 2008)
- 1971 - La folle corsa/Credevo nell'amore di una donna (Little Records, LR 2009)
- 1971 - Summertime Blues/Bye Bye Love (Little Records, LR 2011)
- 1971 - Vento corri...la notte è bianca/Tu ballerai (Little Records, LR 2012)
- 1971 - La mano del Signore/Credi in te (Little Records, LR 2013)
- 1972 - Angelo selvaggio/Civetta (Little Records, LR 2014)
- 1972 - Pamela/Get Rosetta On The Phone (Little Records, LR 2020)
- 1972 - Ritornerà/Bandito (Little Records, LR 2021)
- 1972 - Laggiù nella campagna verde/Fuoco di paglia (Little Records, LR 2023)
- 1973 - Come un anno fa/Maggy May (Little Records, LR 2025)
- 1973 - Giovane cuore/Ieri senza te (Little Records, LR 2026)
- 1973 - Don't You Cry for Tomorrow/Baby I Want to Make it with You (Little Records, LR 2027)
- 1974 - Cavalli bianchi/Se incontrassi te (Fonit Cetra, SPT 1544)
- 1974 - Quando c'eri tu/Libera nel mondo (Kriss Line Production, KLA 1001)
- 1975 - Together/Shakin' all over (RCA Italiana, TPBO 1131)
- 1975 - La voglia di te/Ti senti sola stasera (RCA Italiana, TPBO 1183)
- 1978 - Rock 'n' Roll Lullaby/Rock Mixed Salad (International Kris Record, Kris 001)
- 1980 - Love Boat/Facciamolo una volta di più (EMI Italiana, 3C 006-18474)
- 1982 - Donna da vendere/Trasparente (Durium, Ld A 8138)
- 1982 - Roma brasileira/Roma brasileira (strumentale) (Alpharecord, AR 2029)
- 1984 - Senza te insieme a te/Snow Bird (Alpharecord, AR 2083)
- 1985 - Centomila volte ancora/Voglia (Ros Record, RRNP 72)
- 1991 - Welcome to Montebelluna (Fly Records, 006)
- 2003 – Non si cresce mai - Little Tony & Bobby Solo (Universal)
- 2004 – Figli di Pitagora - Little Tony feat. Gabry Ponte
- 2008 – Non finisce qui - Little Tony
- 2011 – È impossibile - Little Tony brano cover (testo italiano di Lucia Rapisarda)

## Discografia estera

### Jugoslavia
- 1962 - U Svojim Uspjesima (Jugoton, LPD-V-196)

### Paesi Bassi
- 1967 - Incontro con Little Tony (Durium, 34209 CDE)

### Spagna
- 1967 - Little Tony (Durium, 7.002 N; Vergara, 7.002 N)

## Discografia di Little Tony & His Brothers
Album in studio
- 1959 – Rock Parade

EP
- 1959 – Rock and Roll

Singoli
- 1958 Believe What You Say/Treat Me Nice
- 1959 She's Got It/Lucille
- 1959 Foxy Little Mama/Too Good
- 1960 Princess/I Love You
- 1960 Teddy Girl/Kiss Me, Kiss Me
- 1960 Sweet Dreams/La bella

Raccolte
- 1985 - Volume 1 (Francia)
- 1988 - Volume 2 (Francia)

## Discografia di Little Tony e gli Ambassadors
Album in studio
- 1971 – Little Tony (Little Records, LRP 9001)
- Gli Ambassador di Little Tony (Little Records, ZSLR 55072)

## Discografia con i Ro.Bo.T.
Album
- 1985 - Le più belle canzoni di Sanremo
- 1987 - Cantando cantando

Singoli
- 1986 - Ma in fondo l'Africa non è lontana/Non m'innamoro più